# Distriktsrabbinat Welbhausen
Das Distriktsrabbinat Welbhausen entstand 1838 in Welbhausen, einem Ortsteil von Uffenheim im Landkreis Neustadt an der Aisch-Bad Windsheim im nördlichen Bayern, nach den Vorschriften des bayerischen Judenedikts von 1813.
Die Jüdische Gemeinde Welbhausen war um 1800 die mit Abstand größte jüdische Gemeinde der Umgebung. Aus diesem Grund und weil das Distriktsrabbinat Ansbach wegen seiner Größe aufgeteilt wurde, wurde Welbhausen 1838 zum Sitz eines Distriktsrabbinates bestimmt.  
Im Jahr 1877 wurde der Rabbinatssitz nach Uffenheim verlegt und nun hieß das Rabbinat: Distriktsrabbinat Welbhausen-Uffenheim. 1880 wurde es aufgelöst und die beiden Orte gehörten nun zum Distriktsrabbinat Ansbach.  

## Aufgaben
Die Aufgaben umfassten Beratungen über Schulangelegenheiten, die Verwaltung von Stiftungen und die Verteilung von Almosen. Zur Finanzierung der Distriktsrabbinate wurden Umlagen von den einzelnen jüdischen Gemeinden bezahlt.

## Gemeinden des Distriktsrabbinats
- Jüdische Gemeinde Bullenheim
- Jüdische Gemeinde Burgbernheim
- Jüdische Gemeinde Dornheim
- Jüdische Gemeinde Ermetzhofen
- Jüdische Gemeinde Gnodstadt
- Jüdische Gemeinde Hüttenheim
- Jüdische Gemeinde Ickelheim
- Jüdische Gemeinde Kaubenheim
- Jüdische Gemeinde Lenkersheim
- Jüdische Gemeinde Nenzenheim
- Jüdische Gemeinde Sugenheim
- Jüdische Gemeinde Weigenheim
- Jüdische Gemeinde Welbhausen

## Distriktsrabbiner
- 1843 bis 1844: Meier Bierheim (gest. 1844)
- 1847 bis 1861: Elkan Weimann  (* 1818 in Treuchtlingen; gest. 1886 in  Buchau), 1861 Bezirksrabbiner in Lehrensteinsfeld,  1862 bis 1886 Bezirksrabbiner in Buchau.
- 1862 bis 1865: Simon Flamm (gest. März 1865)
- 1865 bis 1878: David Hirsch Haas (gest. 2. Juni 1878 in Uffenheim)